# Албрехт I (Лойхтенберг)
Вижте пояснителната страница за други личности с името Албрехт I.
Албрехт I фон Лойхтенберг (на немски: Albrecht von Leuchtenberg; * ок. 1354; † пр. 14 февруари 1415) е ландграф (1378 – 1404) на Лойхтенберг, Пфраймд-Щайн-Щирберг.

## Биография
Той е единственият син на ландграф Улрих II фон Лойхтенберг († 1377/1378) и съпругата му Маргарета фон Фалкенберг († 1399), дъщеря на херцог Болеслав фон Фалкенберг († 1362/1365, Пясти) и съпругата му Еуфемия фон Бреслау-Пясти († сл. 1384).
Албрехт I управлява в Запада на Ландграфство Лойхтенберг, живее в Пфраймд и Лойхтенберг. При Албрехт I през 1390 г. Ландграфството Лойхтенберг е издигнато на маркграфство.

## Фамилия
Албрехт I фон Лойхтенберг се жени ок. 1 април 1376 г. за Елизабет фон Йотинген (* ок. 1360; † 9 юли 1406), дъщеря на граф Лудвиг XI фон Йотинген († 1 май 1370) и Имагина фон Шауенбург († 5 ноември 1377). Елизабет фон Йотинген е дворцова дама на роднината ѝ курфюрст и немски крал Рупрехт III. Те имат децата:
- Албрехт († 1404), неженен
- Маргарета (* ок. 1378; † сл. 1415), омъжена за Георг I фон Ортенбург († 1422)[6]
- Улрих III (* ок. 1380; † 1411)
- Леополд (* ок. 1382; † 1463), ландграф на Пфраймд-Щирберг, от 1440 г. имперски княз, женен на 27 август 1424 г. във Фюнфкирхен за Лиза фон Алб (* ок. 1400)
- Йохан (* ок. 1384)

## Галерия
- Епитаф на Елизабет фон Йотинген, с фамилните гербове Йотинген (дясно) и Лойхтенберг (ляво), в манастирската църква Нойщат/Вайнщрасе
- Останки от замък Лойхтенберг